# Temporada 2018-19 del fútbol guatemalteco
20La Temporada 2018-19 del fútbol guatemalteco abarcó todas las actividades relativas a campeonatos de fútbol profesional, nacionales e internacionales, disputados por clubes guatemaltecos, y por las selecciones nacionales de este país en sus diversas categorías.

## Liga Nacional - Torneo Apertura 2018

### Fase de clasificación
|     | Equipos        | PJ | PG | PE | PP | GF | GC | Dif. | Pts. |
| --- | -------------- | -- | -- | -- | -- | -- | -- | ---- | ---- |
| 1.  | Guastatoya     | 22 | 13 | 5  | 4  | 34 | 11 | 23   | 44   |
| 2.  | Xelajú MC      | 22 | 11 | 7  | 4  | 28 | 17 | 11   | 40   |
| 3.  | Comunicaciones | 22 | 11 | 5  | 6  | 28 | 16 | 12   | 38   |
| 4.  | Malacateco     | 22 | 11 | 5  | 6  | 38 | 32 | 6    | 38   |
| 5.  | Cobán Imperial | 22 | 10 | 6  | 6  | 28 | 20 | 8    | 36   |
| 6.  | Antigua GFC    | 22 | 9  | 7  | 6  | 24 | 24 | 0    | 34   |
| 7.  | Siquinalá      | 22 | 7  | 9  | 6  | 31 | 32 | -1   | 30   |
| 8.  | Municipal      | 22 | 8  | 4  | 10 | 26 | 30 | -4   | 28   |
| 9.  | Iztapa         | 22 | 6  | 7  | 9  | 23 | 28 | -5   | 25   |
| 10. | Sanarate       | 22 | 4  | 7  | 11 | 21 | 35 | -14  | 19   |
| 11. | Petapa         | 22 | 3  | 7  | 12 | 18 | 31 | -13  | 16   |
| 12. | Chiantla       | 22 | 2  | 5  | 15 | 15 | 38 | -23  | 11   |

### Trofeo Juan Carlos Plata
| N.º | Jugador               | Goles | Equipo         |
| --- | --------------------- | ----- | -------------- |
|     | Agustín Herrera       | 12    | Antigua GFC    |
| 2   | Abraham Darío Carreño | 10    | Comunicaciones |
| 3   | José Martínez         | 10    | Municipal      |

### Trofeo Josue Danny Ortiz
| N.º | Jugador       | Minutos | Goles | Promedio | Equipo         |
| --- | ------------- | ------- | ----- | -------- | -------------- |
|     | José Calderón | 1170    | 10    | 0.53     | Guastatoya     |
| 2   | Bernardo Long | 1800    | 14    | 0.70     | Xelajú MC      |
| 3   | Javier Irazún | 1890    | 15    | 0.71     | Comunicaciones |

### Fase final
|  | Clasificación a Semifinales | Clasificación a Semifinales | Clasificación a Semifinales | Clasificación a Semifinales | Clasificación a Semifinales |  |  | Semifinales | Semifinales    | Semifinales | Semifinales | Semifinales |  |  | Final | Final          | Final | Final | Final |
|  |                             |                             |                             |                             |                             |  |  |             |                |             |             |             |  |  |       |                |       |       |       |
|  |                             |                             |                             |                             |                             |  |  |             | Guastatoya     | 0           | 0           | 0           |  |  |       |                |       |       |       |
|  | 4                           | Malacateco                  | 2                           | 2                           | 4                           |  |  |             | Cobán Imperial | 0           | 0           | 0           |  |  |       |                |       |       |       |
|  | 5                           | Cobán Imperial              | 2                           | 3                           | 5                           |  |  |             |                |             |             |             |  |  |       | Guastatoya     | 2     | 1     | 3     |
|  |                             |                             |                             |                             |                             |  |  |             |                |             |             |             |  |  |       | Comunicaciones | 1     | 1     | 2     |
|  |                             |                             |                             |                             |                             |  |  |             | Xelajú MC      | 1           | 2           | 3           |  |  |       |                |       |       |       |
|  | 3                           | Comunicaciones              | 1                           | 0                           | 1                           |  |  |             | Comunicaciones | 4           | 0           | 4           |  |  |       |                |       |       |       |
|  | 6                           | Antigua GFC                 | 0                           | 0                           | 0                           |  |  |             |                |             |             |             |  |  |       |                |       |       |       |

| Campeón - Apertura 2018 |
| ----------------------- |
|                         |
| Guastatoya              |
| 2° Título               |

## Liga Nacional - Clausura 2019

### Fase de clasificación
| Pos. | Equipo         | Pts. | PJ | G  | E | P  | GF | GC | Dif. | Clasificación                 |
| ---- | -------------- | ---- | -- | -- | - | -- | -- | -- | ---- | ----------------------------- |
| 1    | Antigua GFC    | 41   | 22 | 12 | 5 | 5  | 36 | 20 | +16  | Semifinales                   |
| 2    | Cobán Imperial | 40   | 22 | 12 | 4 | 6  | 35 | 25 | +10  | Semifinales                   |
| 3    | Comunicaciones | 39   | 22 | 11 | 6 | 5  | 32 | 14 | +18  | Reclasificación a semifinales |
| 4    | Municipal      | 36   | 22 | 10 | 6 | 6  | 37 | 22 | +15  | Reclasificación a semifinales |
| 5    | Malacateco     | 36   | 22 | 10 | 6 | 6  | 24 | 20 | +4   | Reclasificación a semifinales |
| 6    | Guastatoya     | 35   | 22 | 9  | 8 | 5  | 27 | 16 | +11  | Reclasificación a semifinales |
| 7    | Chiantla       | 30   | 22 | 8  | 6 | 8  | 21 | 25 | −4   |                               |
| 8    | Xelajú MC      | 29   | 22 | 8  | 5 | 9  | 27 | 25 | +2   |                               |
| 9    | Siquinalá      | 26   | 22 | 7  | 5 | 10 | 23 | 25 | −2   |                               |
| 10   | Iztapa         | 25   | 22 | 7  | 4 | 11 | 21 | 28 | −7   |                               |
| 11   | Sanarate       | 23   | 22 | 7  | 2 | 13 | 22 | 38 | −16  |                               |
| 12   | Petapa         | 7    | 22 | 2  | 1 | 19 | 12 | 59 | −47  |                               |

 Fuente: 

## Liga de Campeones de la Concacaf 2019
Deportivo Guastatoya participó en la competición.
| Equipo               | Fase                   | PTS | PJ | PG | PE | PP | GF | GC | DIF | Rend. |
| -------------------- | ---------------------- | --- | -- | -- | -- | -- | -- | -- | --- | ----- |
| Deportivo Guastatoya | Octavos de final (12°) | 0   | 2  | 0  | 0  | 2  | 1  | 3  | -2  | 0%    |

| Ida, 19 de febrero de 2019, 19:00 (UTC-6); | Guastatoya | 0:1 (0:0) | Houston Dynamo | Estadio Doroteo Guamuch Flores, Ciudad de Guatemala |                          |
|                                            |            | Reporte   | - 84' Beasley  | Árbitro(s): Kimbell Ward                            | Árbitro(s): Kimbell Ward |

| Vuelta, 26 de febrero de 2019, 19:00 (UTC-6); | Houston Dynamo    | 2:1 (0:0) (Global 3:1) | Guastatoya    | BBVA Compass Stadium, Houston |                           |
|                                               | - Manotas 77' 85' | Reporte                | - 72' Navarro | Árbitro(s): Said Martínez     | Árbitro(s): Said Martínez |

| Pasa a cuartos de final Houston Dynamo |

### Tabla acumulada
| Pos. | Equipo         | Pts. | PJ | G  | E  | P  | GF | GC | Dif. | Clasificación                                         |
| ---- | -------------- | ---- | -- | -- | -- | -- | -- | -- | ---- | ----------------------------------------------------- |
| 1    | Guastatoya     | 79   | 44 | 22 | 13 | 9  | 61 | 27 | +34  | Liga Concacaf 2019                                    |
| 2    | Comunicaciones | 74   | 43 | 21 | 11 | 11 | 60 | 30 | +30  | Fase preliminar de la Liga Concacaf 2019              |
| 3    | Cobán Imperial | 76   | 44 | 22 | 10 | 12 | 63 | 45 | +18  |                                                       |
| 4    | Antigua GFC    | 75   | 44 | 21 | 12 | 11 | 57 | 44 | +13  | Fase preliminar de la Liga Concacaf 2019              |
| 5    | Malacateco     | 74   | 44 | 21 | 11 | 12 | 62 | 52 | +10  |                                                       |
| 6    | Xelajú MC      | 69   | 44 | 19 | 12 | 13 | 55 | 42 | +13  |                                                       |
| 7    | Municipal      | 64   | 44 | 18 | 10 | 16 | 63 | 52 | +11  |                                                       |
| 8    | Siquinalá      | 56   | 44 | 14 | 14 | 16 | 54 | 57 | −3   |                                                       |
| 9    | Iztapa         | 50   | 44 | 13 | 11 | 20 | 44 | 56 | −12  |                                                       |
| 10   | Sanarate       | 42   | 44 | 11 | 9  | 24 | 43 | 73 | −30  |                                                       |
| 11   | Chiantla       | 41   | 44 | 10 | 11 | 23 | 36 | 63 | −27  | Descendido a la Primera División de Guatemala 2019-20 |
| 12   | Petapa         | 23   | 44 | 5  | 8  | 31 | 30 | 90 | −60  | Descendido a la Primera División de Guatemala 2019-20 |

 Fuente: 

### Trofeo Juan Carlos Plata
| N.º | Jugador               | Goles | Minutos Jugados | Equipo      |
| --- | --------------------- | ----- | --------------- | ----------- |
|     | Agustín Herrera Osuna | 11    | 1537            | Antigua GFC |
| 2   | William Zapata Brand  | 11    | 1687            | Sanarate    |
| 3   | Carlos Kamiani Félix  | 10    | 1201            | Xelajú      |

### Trofeo Josue Danny Ortiz
| N.º | Jugador             | Partidos | Goles | Promedio | Equipo         |
| --- | ------------------- | -------- | ----- | -------- | -------------- |
|     | Javier Irazún       | 22       | 14    | 0.63     | Comunicaciones |
| 2   | José Calderón Frías | 22       | 16    | 0.72     | Guastatoya     |
| 3   | Manuel Sosa         | 22       | 16    | 0.72     | Malacateco     |

### Fase final
|  | Clasificación a Semifinales 8 y 9 de mayo (ida) 11 y 12 de mayo (vuelta) | Clasificación a Semifinales 8 y 9 de mayo (ida) 11 y 12 de mayo (vuelta) | Clasificación a Semifinales 8 y 9 de mayo (ida) 11 y 12 de mayo (vuelta) | Clasificación a Semifinales 8 y 9 de mayo (ida) 11 y 12 de mayo (vuelta) | Clasificación a Semifinales 8 y 9 de mayo (ida) 11 y 12 de mayo (vuelta) |  |  | Semifinales 15 y 16 de mayo (ida) 18 y 19 de mayo (vuelta) | Semifinales 15 y 16 de mayo (ida) 18 y 19 de mayo (vuelta) | Semifinales 15 y 16 de mayo (ida) 18 y 19 de mayo (vuelta) | Semifinales 15 y 16 de mayo (ida) 18 y 19 de mayo (vuelta) | Semifinales 15 y 16 de mayo (ida) 18 y 19 de mayo (vuelta) |  |  | Final 22 o 23 de mayo 25 o 26 de mayo (vuelta) | Final 22 o 23 de mayo 25 o 26 de mayo (vuelta) | Final 22 o 23 de mayo 25 o 26 de mayo (vuelta) | Final 22 o 23 de mayo 25 o 26 de mayo (vuelta) | Final 22 o 23 de mayo 25 o 26 de mayo (vuelta) |
|  |                                                                          |                                                                          |                                                                          |                                                                          |                                                                          |  |  |                                                            |                                                            |                                                            |                                                            |                                                            |  |  |                                                |                                                |                                                |                                                |                                                |
|  |                                                                          |                                                                          |                                                                          |                                                                          |                                                                          |  |  | 1                                                          | Antigua GFC                                                | 0                                                          | 2                                                          | 2                                                          |  |  |                                                |                                                |                                                |                                                |                                                |
|  | 3                                                                        | Comunicaciones                                                           | 0                                                                        | 1                                                                        | 1                                                                        |  |  | 4                                                          | Guastatoya                                                 | 1                                                          | 0                                                          | 1                                                          |  |  |                                                |                                                |                                                |                                                |                                                |
|  | 6                                                                        | Guastatoya                                                               | 1                                                                        | 1                                                                        | 2                                                                        |  |  |                                                            |                                                            |                                                            |                                                            |                                                            |  |  | 1                                              | Antigua GFC                                    | 1                                              | 1                                              | 2                                              |
|  |                                                                          |                                                                          |                                                                          |                                                                          |                                                                          |  |  |                                                            |                                                            |                                                            |                                                            |                                                            |  |  | 2                                              | Malacateco                                     | 0                                              | 0                                              | 0                                              |
|  |                                                                          |                                                                          |                                                                          |                                                                          |                                                                          |  |  | 2                                                          | Cobán Imperial                                             | 2                                                          | 0                                                          | 2                                                          |  |  |                                                |                                                |                                                |                                                |                                                |
|  | 4                                                                        | Municipal                                                                | 0                                                                        | 3                                                                        | 3                                                                        |  |  | 3                                                          | Malacateco                                                 | 2                                                          | 1                                                          | 3                                                          |  |  |                                                |                                                |                                                |                                                |                                                |
|  | 5                                                                        | Malacateco                                                               | 0                                                                        | 3                                                                        | 3                                                                        |  |  |                                                            |                                                            |                                                            |                                                            |                                                            |  |  |                                                |                                                |                                                |                                                |                                                |

| Campeón - Clausura 2019 |
| ----------------------- |
|                         |
| Antigua GFC             |
| 4° Título               |

## Primera División de Ascenso - Apertura 2018

### Grupo A
|     | Equipos                   | PJ | PG | PE | PP | GF | GC | Dif. | Pts. |
| --- | ------------------------- | -- | -- | -- | -- | -- | -- | ---- | ---- |
| 1.  | Santa Lucía Cotzumalguapa | 18 | 11 | 2  | 5  | 30 | 14 | +16  | 35   |
| 2.  | Chimaltenango             | 18 | 9  | 4  | 5  | 27 | 14 | +13  | 31   |
| 3.  | Quiché                    | 18 | 8  | 5  | 5  | 22 | 21 | +1   | 29   |
| 4.  | Deportivo Reu             | 18 | 7  | 6  | 5  | 24 | 15 | +9   | 27   |
| 5.  | Nueva Concepción          | 18 | 8  | 3  | 7  | 25 | 17 | +8   | 27   |
| 6.  | Sololá                    | 18 | 7  | 4  | 7  | 22 | 30 | -8   | 25   |
| 7.  | Marquense                 | 18 | 7  | 3  | 8  | 28 | 28 | 0    | 24   |
| 8.  | Deportivo San Pedro       | 18 | 8  | 5  | 5  | 25 | 18 | +7   | 23   |
| 9.  | Suchitepéquez             | 18 | 5  | 5  | 8  | 37 | 28 | +9   | 20   |
| 10. | Rosario                   | 18 | 1  | 1  | 16 | 11 | 56 | -45  | -11  |

### Grupo B
|     | Equipos           | PJ | PG | PE | PP | GF | GC | Dif. | Pts. |
| --- | ----------------- | -- | -- | -- | -- | -- | -- | ---- | ---- |
| 1.  | Aurora FC         | 18 | 8  | 6  | 4  | 22 | 13 | +9   | 30   |
| 2.  | Deportivo Mixco   | 18 | 8  | 6  | 4  | 27 | 22 | +5   | 30   |
| 3.  | CD Sansare        | 18 | 9  | 3  | 6  | 27 | 23 | +4   | 30   |
| 4.  | Comunicaciones B  | 18 | 7  | 7  | 4  | 32 | 26 | +6   | 28   |
| 5.  | CSD Mictlán       | 18 | 8  | 4  | 6  | 25 | 22 | +3   | 28   |
| 6.  | CSD Sacachispas   | 18 | 7  | 5  | 6  | 26 | 24 | +2   | 26   |
| 7.  | Deportivo Achuapa | 18 | 6  | 7  | 5  | 29 | 25 | +4   | 25   |
| 8.  | CSD Carchá        | 18 | 7  | 3  | 8  | 22 | 25 | -3   | 24   |
| 9.  | Universidad SC    | 18 | 2  | 5  | 11 | 20 | 39 | -19  | 11   |
| 10. | Jocotán FC        | 18 | 3  | 4  | 11 | 13 | 34 | -11  | 10   |

### Fase final
|  | Cuartos de final               | Cuartos de final               | Cuartos de final               | Cuartos de final               |   |    | Semifinales                   | Semifinales                   | Semifinales                   | Semifinales                   |  |    | Final                           | Final                           | Final                           | Final                           |  |
|  | 28 de noviembre 2 de diciembre | 28 de noviembre 2 de diciembre | 28 de noviembre 2 de diciembre | 28 de noviembre 2 de diciembre |   |    | 6 de diciembre 9 de diciembre | 6 de diciembre 9 de diciembre | 6 de diciembre 9 de diciembre | 6 de diciembre 9 de diciembre |  |    | 13 de diciembre 16 de diciembre | 13 de diciembre 16 de diciembre | 13 de diciembre 16 de diciembre | 13 de diciembre 16 de diciembre |  |
|  |                                |                                |                                |                                |   |    |                               |                               |                               |                               |  |    |                                 |                                 |                                 |                                 |  |
|  |                                |                                |                                |                                |   |    |                               |                               |                               |                               |  |    |                                 |                                 |                                 |                                 |  |
|  | 1A                             | Santa Lucía                    | 1                              | 3                              |   |    |                               |                               |                               |                               |  |    |                                 |                                 |                                 |                                 |  |
|  | 1A                             | Santa Lucía                    | 1                              | 3                              |   |    |                               |                               |                               |                               |  |    |                                 |                                 |                                 |                                 |  |
|  | 4B                             | Comunicaciones B               | 1                              | 1                              |   |    |                               |                               |                               |                               |  |    |                                 |                                 |                                 |                                 |  |
|  | 4B                             | Comunicaciones B               | 1                              | 1                              |   | 1A | Santa Lucía                   | 1                             | 1                             |                               |  |    |                                 |                                 |                                 |                                 |  |
|  |                                |                                |                                |                                |   | 1A | Santa Lucía                   | 1                             | 1                             |                               |  |    |                                 |                                 |                                 |                                 |  |
|  |                                |                                | 4A                             | Quiché FC                      | 0 | 0  |                               |                               |                               |                               |  |    |                                 |                                 |                                 |                                 |  |
|  | 4A                             | Quiché FC                      | 4A                             | Quiché FC                      | 0 | 0  | 2                             | 0                             |                               |                               |  |    |                                 |                                 |                                 |                                 |  |
|  | 4A                             | Quiché FC                      |                                |                                |   |    |                               |                               |                               |                               |  |    |                                 |                                 |                                 |                                 |  |
|  | 1B                             | Aurora                         | 0                              | 1                              |   |    |                               |                               |                               |                               |  |    |                                 |                                 |                                 |                                 |  |
|  | 1B                             | Aurora                         | 0                              | 1                              |   |    |                               |                               |                               |                               |  | 1A | Santa Lucía                     | 3                               | 2                               |                                 |  |
|  |                                |                                |                                |                                |   |    |                               |                               |                               |                               |  | 1A | Santa Lucía                     | 3                               | 2                               |                                 |  |
|  |                                |                                | 3B                             | Sansare                        | 2 | 1  |                               |                               |                               |                               |  |    |                                 |                                 |                                 |                                 |  |
|  | 3B                             | Sansare                        | 3B                             | Sansare                        | 2 | 1  | 2                             | 3                             |                               |                               |  |    |                                 |                                 |                                 |                                 |  |
|  | 3B                             | Sansare                        |                                |                                |   |    |                               |                               |                               |                               |  |    |                                 |                                 |                                 |                                 |  |
|  | 2A                             | Chimaltenango                  | 1                              | 0                              |   |    |                               |                               |                               |                               |  |    |                                 |                                 |                                 |                                 |  |
|  | 2A                             | Chimaltenango                  | 1                              | 0                              |   | 3B | Sansare                       | 3                             | 2                             |                               |  |    |                                 |                                 |                                 |                                 |  |
|  |                                |                                |                                |                                |   | 3B | Sansare                       | 3                             | 2                             |                               |  |    |                                 |                                 |                                 |                                 |  |
|  |                                |                                | 3A                             | Deportivo Reu                  | 2 | 1  |                               |                               |                               |                               |  |    |                                 |                                 |                                 |                                 |  |
|  | 3A                             | Deportivo Reu                  | 3A                             | Deportivo Reu                  | 2 | 1  | 1                             | 0 (4)                         |                               |                               |  |    |                                 |                                 |                                 |                                 |  |
|  | 3A                             | Deportivo Reu                  |                                |                                |   |    |                               |                               |                               |                               |  |    |                                 |                                 |                                 |                                 |  |
|  | 2B                             | Deportivo Mixco                | 0                              | 1 (3)                          |   |    |                               |                               |                               |                               |  |    |                                 |                                 |                                 |                                 |  |
|  | 2B                             | Deportivo Mixco                | 0                              | 1 (3)                          |   |    |                               |                               |                               |                               |  |    |                                 |                                 |                                 |                                 |  |
|  |                                |                                |                                |                                |   |    |                               |                               |                               |                               |  |    |                                 |                                 |                                 |                                 |  |

| Campeón Apertura 2018        |
| ---------------------------- |
|                              |
| FC Santa Lucía Cotzumalguapa |
| 1.er Título                  |

## Primera División de Ascenso - Clausura 2019

### Grupo A
| Pos. | Equipo              | Pts. | PJ | G | E | P | GF | GC | Dif. | Clasificación    |
| ---- | ------------------- | ---- | -- | - | - | - | -- | -- | ---- | ---------------- |
| 1    | Chimaltenango       | 27   | 16 | 9 | 0 | 7 | 21 | 13 | +8   | Cuartos de final |
| 2    | Marquense           | 26   | 16 | 7 | 5 | 4 | 18 | 12 | +6   | Cuartos de final |
| 3    | Quiché              | 25   | 16 | 7 | 4 | 5 | 22 | 14 | +8   | Cuartos de final |
| 4    | Santa Lucía         | 25   | 16 | 7 | 4 | 5 | 22 | 16 | +6   | Cuartos de final |
| 5    | Deportivo San Pedro | 23   | 16 | 6 | 5 | 5 | 22 | 20 | +2   |                  |
| 6    | Deportivo Reu       | 21   | 16 | 6 | 3 | 7 | 21 | 27 | −6   |                  |
| 7    | Nueva Concepción    | 19   | 16 | 5 | 4 | 7 | 19 | 27 | −8   |                  |
| 8    | Suchitepéquez       | 16   | 16 | 4 | 4 | 8 | 21 | 30 | −9   |                  |
| 9    | Sololá              | 18   | 16 | 5 | 3 | 8 | 18 | 25 | −7   |                  |
| 10   | Rosario             | 0    | 0  | 0 | 0 | 0 | 0  | 0  | 0    |                  |

 Fuente: 

### Grupo B
| Pos. | Equipo            | Pts. | PJ | G | E | P | GF | GC | Dif. | Clasificación    |
| ---- | ----------------- | ---- | -- | - | - | - | -- | -- | ---- | ---------------- |
| 1    | Deportivo Achuapa | 27   | 18 | 6 | 9 | 3 | 21 | 15 | +6   | Cuartos de final |
| 2    | CD Sansare        | 26   | 18 | 7 | 5 | 6 | 20 | 19 | +1   | Cuartos de final |
| 3    | Deportivo Mixco   | 26   | 18 | 7 | 5 | 6 | 13 | 14 | −1   | Cuartos de final |
| 4    | Comunicaciones B  | 25   | 18 | 6 | 7 | 5 | 20 | 17 | +3   | Cuartos de final |
| 5    | Jocotán FC        | 25   | 18 | 7 | 4 | 7 | 19 | 16 | +3   |                  |
| 6    | CSD Sacachispas   | 25   | 18 | 7 | 4 | 7 | 13 | 14 | −1   |                  |
| 7    | Aurora FC         | 24   | 18 | 5 | 9 | 4 | 15 | 12 | +3   |                  |
| 8    | CSD Carchá        | 23   | 18 | 6 | 5 | 7 | 14 | 23 | −9   |                  |
| 9    | Universidad SC    | 20   | 18 | 4 | 8 | 6 | 17 | 19 | −2   |                  |
| 10   | CSD Mictlán       | 17   | 18 | 3 | 8 | 7 | 14 | 17 | −3   |                  |

 Fuente: 

### Tablas de descenso
| Pos. | Equipo              | Pts. | PJ | G  | E  | P  | GF | GC | Dif. | Clasificación                            |
| ---- | ------------------- | ---- | -- | -- | -- | -- | -- | -- | ---- | ---------------------------------------- |
| 1    | Santa Lucía         | 60   | 34 | 18 | 6  | 10 | 52 | 30 | +22  |                                          |
| 2    | Chimaltenango       | 58   | 34 | 18 | 4  | 12 | 48 | 27 | +21  |                                          |
| 3    | Quiché              | 54   | 34 | 15 | 9  | 10 | 44 | 35 | +9   |                                          |
| 4    | Deportivo San Pedro | 50   | 34 | 13 | 11 | 10 | 46 | 35 | +11  |                                          |
| 5    | Marquense           | 50   | 34 | 14 | 8  | 12 | 36 | 40 | −4   |                                          |
| 6    | Nueva Concepción    | 46   | 34 | 13 | 7  | 14 | 44 | 44 | 0    |                                          |
| 7    | Deportivo Reu       | 50   | 34 | 14 | 8  | 12 | 46 | 45 | +1   |                                          |
| 8    | Sololá              | 43   | 34 | 12 | 7  | 15 | 40 | 55 | −15  |                                          |
| 9    | Suchitepéquez       | 36   | 34 | 9  | 9  | 16 | 58 | 58 | 0    | Repechaje por la permanencia             |
| 10   | Rosario             | 4    | 18 | 1  | 1  | 16 | 11 | 56 | −45  | Descendido a la Segunda División 2019-20 |

 Fuente: 
| Pos. | Equipo            | Pts. | PJ | G  | E  | P  | GF | GC | Dif. | Clasificación                            |
| ---- | ----------------- | ---- | -- | -- | -- | -- | -- | -- | ---- | ---------------------------------------- |
| 1    | CD Sansare        | 56   | 36 | 16 | 8  | 12 | 47 | 43 | +4   |                                          |
| 2    | Deportivo Mixco   | 56   | 36 | 15 | 11 | 10 | 40 | 36 | +4   |                                          |
| 3    | Aurora FC         | 54   | 36 | 13 | 15 | 8  | 37 | 25 | +12  |                                          |
| 4    | Comunicaciones B  | 53   | 36 | 13 | 14 | 9  | 52 | 33 | +19  |                                          |
| 5    | Deportivo Achuapa | 52   | 36 | 12 | 16 | 8  | 50 | 40 | +10  |                                          |
| 6    | CSD Sacachispas   | 51   | 36 | 14 | 9  | 13 | 39 | 38 | +1   |                                          |
| 7    | CSD Carchá        | 47   | 36 | 13 | 8  | 15 | 36 | 48 | −12  |                                          |
| 8    | CSD Mictlán       | 45   | 36 | 11 | 12 | 13 | 39 | 39 | 0    |                                          |
| 9    | Jocotán FC        | 38   | 36 | 10 | 8  | 18 | 32 | 50 | −18  | Repechaje por la permanencia             |
| 10   | Universidad SC    | 31   | 36 | 6  | 13 | 17 | 37 | 58 | −21  | Descendido a la Segunda División 2019-20 |

 Fuente: 

### Repechaje por la permanencia
| 4 de mayo de 2019, 15:00 | Suchitepéquez | 3:0 (2:0) | Jocotán FC | El Trébol, Ciudad de Guatemala |  |
|                          |               |           |            | Asistencia: 2 000 espectadores |  |

### Fase final
|  | Cuartos de final                                           | Cuartos de final                                           | Cuartos de final                                           | Cuartos de final                                           | Cuartos de final                                           |   |   | Semifinales                                                  | Semifinales                                                  | Semifinales                                                  | Semifinales                                                  | Semifinales                                                  |  |   | Final                                | Final                                | Final                                | Final                                | Final                                |  |
|  | 1 de mayo y 2 de mayo (ida) 4 de mayo y 5 de mayo (vuelta) | 1 de mayo y 2 de mayo (ida) 4 de mayo y 5 de mayo (vuelta) | 1 de mayo y 2 de mayo (ida) 4 de mayo y 5 de mayo (vuelta) | 1 de mayo y 2 de mayo (ida) 4 de mayo y 5 de mayo (vuelta) | 1 de mayo y 2 de mayo (ida) 4 de mayo y 5 de mayo (vuelta) |   |   | 8 de mayo y 9 de mayo (ida) 11 de mayo y 12 de mayo (vuelta) | 8 de mayo y 9 de mayo (ida) 11 de mayo y 12 de mayo (vuelta) | 8 de mayo y 9 de mayo (ida) 11 de mayo y 12 de mayo (vuelta) | 8 de mayo y 9 de mayo (ida) 11 de mayo y 12 de mayo (vuelta) | 8 de mayo y 9 de mayo (ida) 11 de mayo y 12 de mayo (vuelta) |  |   | 16 de mayo (ida) 19 de mayo (vuelta) | 16 de mayo (ida) 19 de mayo (vuelta) | 16 de mayo (ida) 19 de mayo (vuelta) | 16 de mayo (ida) 19 de mayo (vuelta) | 16 de mayo (ida) 19 de mayo (vuelta) |  |
|  |                                                            |                                                            |                                                            |                                                            |                                                            |   |   |                                                              |                                                              |                                                              |                                                              |                                                              |  |   |                                      |                                      |                                      |                                      |                                      |  |
|  |                                                            |                                                            |                                                            |                                                            |                                                            |   |   |                                                              |                                                              |                                                              |                                                              |                                                              |  |   |                                      |                                      |                                      |                                      |                                      |  |
|  | A3                                                         | Quiché                                                     | 2                                                          | 3                                                          | 5                                                          |   |   |                                                              |                                                              |                                                              |                                                              |                                                              |  |   |                                      |                                      |                                      |                                      |                                      |  |
|  | A3                                                         | Quiché                                                     | 2                                                          | 3                                                          | 5                                                          |   |   |                                                              |                                                              |                                                              |                                                              |                                                              |  |   |                                      |                                      |                                      |                                      |                                      |  |
|  | B2                                                         | Sansare                                                    | 0                                                          | 2                                                          | 2                                                          |   |   |                                                              |                                                              |                                                              |                                                              |                                                              |  |   |                                      |                                      |                                      |                                      |                                      |  |
|  | B2                                                         | Sansare                                                    | 0                                                          | 2                                                          | 2                                                          |   | 4 | Quiché                                                       | 2                                                            | 2                                                            | 4                                                            |                                                              |  |   |                                      |                                      |                                      |                                      |                                      |  |
|  |                                                            |                                                            |                                                            |                                                            |                                                            |   | 4 | Quiché                                                       | 2                                                            | 2                                                            | 4                                                            |                                                              |  |   |                                      |                                      |                                      |                                      |                                      |  |
|  |                                                            |                                                            | 1                                                          | Achuapa                                                    | 3                                                          | 0 | 3 |                                                              |                                                              |                                                              |                                                              |                                                              |  |   |                                      |                                      |                                      |                                      |                                      |  |
|  | A4                                                         | Santa Lucía                                                | 1                                                          | Achuapa                                                    | 3                                                          | 0 | 3 | 3                                                            | 0                                                            | 3                                                            |                                                              |                                                              |  |   |                                      |                                      |                                      |                                      |                                      |  |
|  | A4                                                         | Santa Lucía                                                |                                                            |                                                            |                                                            |   |   |                                                              |                                                              | 3                                                            |                                                              |                                                              |  |   |                                      |                                      |                                      |                                      |                                      |  |
|  | B1                                                         | Achuapa                                                    | 1                                                          | 4                                                          | 5                                                          |   |   |                                                              |                                                              |                                                              |                                                              |                                                              |  |   |                                      |                                      |                                      |                                      |                                      |  |
|  | B1                                                         | Achuapa                                                    | 1                                                          | 4                                                          | 5                                                          |   |   |                                                              |                                                              |                                                              |                                                              |                                                              |  | 1 | Mixco                                | 1                                    | -                                    | -                                    |                                      |  |
|  |                                                            |                                                            |                                                            |                                                            |                                                            |   |   |                                                              |                                                              |                                                              |                                                              |                                                              |  | 1 | Mixco                                | 1                                    | -                                    | -                                    |                                      |  |
|  |                                                            |                                                            | 2                                                          | Quiché                                                     | 3                                                          | - | - |                                                              |                                                              |                                                              |                                                              |                                                              |  |   |                                      |                                      |                                      |                                      |                                      |  |
|  | B3                                                         | Mixco                                                      | 2                                                          | Quiché                                                     | 3                                                          | - | - | 1                                                            | 1                                                            | 2                                                            |                                                              |                                                              |  |   |                                      |                                      |                                      |                                      |                                      |  |
|  | B3                                                         | Mixco                                                      |                                                            |                                                            |                                                            |   |   |                                                              |                                                              | 2                                                            |                                                              |                                                              |  |   |                                      |                                      |                                      |                                      |                                      |  |
|  | A2                                                         | Marquense                                                  | 0                                                          | 2                                                          | 2                                                          |   |   |                                                              |                                                              |                                                              |                                                              |                                                              |  |   |                                      |                                      |                                      |                                      |                                      |  |
|  | A2                                                         | Marquense                                                  | 0                                                          | 2                                                          | 2                                                          |   | 2 | Mixco                                                        | 1                                                            | 1                                                            | 1                                                            |                                                              |  |   |                                      |                                      |                                      |                                      |                                      |  |
|  |                                                            |                                                            |                                                            |                                                            |                                                            |   | 2 | Mixco                                                        | 1                                                            | 1                                                            | 1                                                            |                                                              |  |   |                                      |                                      |                                      |                                      |                                      |  |
|  |                                                            |                                                            | 3                                                          | Chimaltenango                                              | 0                                                          | 0 | 0 |                                                              |                                                              |                                                              |                                                              |                                                              |  |   |                                      |                                      |                                      |                                      |                                      |  |
|  | A1                                                         | Chimaltenango                                              | 3                                                          | Chimaltenango                                              | 0                                                          | 0 | 0 | 1                                                            | 1                                                            | 2                                                            |                                                              |                                                              |  |   |                                      |                                      |                                      |                                      |                                      |  |
|  | A1                                                         | Chimaltenango                                              |                                                            |                                                            |                                                            |   |   |                                                              |                                                              | 2                                                            |                                                              |                                                              |  |   |                                      |                                      |                                      |                                      |                                      |  |
|  | B4                                                         | Comunicaciones B                                           | 1                                                          | 0                                                          | 1                                                          |   |   |                                                              |                                                              |                                                              |                                                              |                                                              |  |   |                                      |                                      |                                      |                                      |                                      |  |
|  | B4                                                         | Comunicaciones B                                           | 1                                                          | 0                                                          | 1                                                          |   |   |                                                              |                                                              |                                                              |                                                              |                                                              |  |   |                                      |                                      |                                      |                                      |                                      |  |
|  |                                                            |                                                            |                                                            |                                                            |                                                            |   |   |                                                              |                                                              |                                                              |                                                              |                                                              |  |   |                                      |                                      |                                      |                                      |                                      |  |

| Campeón Clausura 2019 |
| --------------------- |
|                       |
| Deportivo Mixco       |
| 1.er Título           |

### Repechaje por el ascenso
| 31 de mayo de 2019 | CD Sansare | 0:1 (0:1) | Deportivo Mixco | Estadio Pensativo, Antigua Guatemala |  |

### Ascendidos a laLiga Nacional 2019-20
|             |                 |
| Santa Lucía | Deportivo Mixco |

## Segunda División de Ascenso 2018-19

### Final - Apertura 2018
| Fecha                                                                        | CIudad              | Local             |     | Visita            |
| ---------------------------------------------------------------------------- | ------------------- | ----------------- | --- | ----------------- |
| 21 de noviembre de 2018                                                      | Huehuetenango       | Xinabajul Huehue  | 2:0 | Deportivo Catocha |
| 25 de noviembre de 2018                                                      | Santa Catarina Mita | Deportivo Catocha | 4:1 | Xinabajul Huehue  |
| Deportivo Catocha se coronó campeón del torneo con un marcador global de 4:3 |                     |                   |     |                   |

### Final - Clausura 2019
| Fecha                                                            | CIudad              | Local       |     | Visita      |
| ---------------------------------------------------------------- | ------------------- | ----------- | --- | ----------- |
| 22 de mayo de 2019                                               | Ciudad de Guatemala | Capitalinos | 1:1 | Ipala       |
| 26 de mayo de 2019                                               | Ipala               | Ipala       | 4:1 | Capitalinos |
| Ipala se coronó campeón del torneo con un marcador global de 5:2 |                     |             |     |             |

### Series de ascenso
| Fecha                                                                           | CIudad            | Local            |     | Visita  |
| ------------------------------------------------------------------------------- | ----------------- | ---------------- | --- | ------- |
| 29 de mayo de 2019                                                              | Antigua Guatemala | Xinabajul Huehue | 3:0 | Ipala   |
| 29 de mayo de 2019                                                              | Sanarate          | Capitalinos      | 3:2 | Catocha |
| 2 de junio de 2019                                                              | Jalapa            | Catocha          | 1:0 | Ipala   |
| Xinabajul Huehue, Capitalinos y Catocha ascienden a la Primera División 2019-20 |                   |                  |     |         |

### Descendidos a laTercera División 2019-20
| Pos. | Equipo               |
| ---- | -------------------- |
| 37*  | Villa Nueva FF       |
| 38*  | San Antonio          |
| 39*  | Quiriguá             |
| 40*  | Juventud Escuintleca |

- Juventud Sancarlense y Gualán perdieron derechos federativos y sus cupos serán ocupados por Gomera Comercio y Polochic respectivamente en la siguiente temporada.

## Tercera División 2018-19

### Finales
| Torneo        | Fecha                   | CIudad  | Local         |     | Visita |
| ------------- | ----------------------- | ------- | ------------- | --- | ------ |
| Apertura 2018 | 29 de diciembre de 2018 | Sansare | Agua Blanca   | 3:0 | Jícaro |
| Clausura 2019 | 9 de junio de 2019      | Zacapa  | Santa Cruz AV | 1:2 | Manatí |

### Series de ascenso
| Fecha | Ciudad                  | Local                   |                         | Visita                  |
| Jícaro vs Santa Cruz AV | Jícaro vs Santa Cruz AV | Jícaro vs Santa Cruz AV | Jícaro vs Santa Cruz AV | Jícaro vs Santa Cruz AV |
| --- | ----------------------- | ----------------------- | ----------------------- | ----------------------- |
| 15 de junio de 2019 | El Jícaro               | Jícaro                  | 4:1                     | Santa Cruz AV           |
| 19 de junio de 2019 | Santa Cruz Verapaz      | Santa Cruz AV           | 2:1                     | Jícaro                  |
| Jícaro consiguió su ascenso a la Segunda División 2019-20 con un marcador global de 5:3                                                     |                         |                         |                         |                         |
| San Raymundo vs Manatí |                         |                         |                         |                         |
| 15 de junio de 2019 | San Raymundo            | San Raymundo            | 0:1                     | Manatí                  |
| 19 de junio de 2019 | Puerto Barrios          | Manatí                  | 3:1                     | San Raymundo            |
| Manatí consiguió su ascenso a la Segunda División 2019-20 con un marcador global de 4:2                                                     |                         |                         |                         |                         |
| Agua Blanca y Barberena consiguieron su ascenso a la Segunda División 2019-20 tras clasificar a las semifinales en ambos torneos            |                         |                         |                         |                         |
| Gomera Comercio y Polochic consiguieron su ascenso automático de forma federativa al adquirir los derechos de Juventud Sancarlense y Gualán |                         |                         |                         |                         |

## Liga Nacional de Fútbol Femenino 2018-19

### Final - Apertura 2018
| Fecha                                                           | Ciudad              | Local   |     | Visita  |
| --------------------------------------------------------------- | ------------------- | ------- | --- | ------- |
| 9 de diciembre de 2018                                          | Ciudad de Guatemala | UNIFUT  | 1:0 | Xelafem |
| 12 de diciembre de 2018                                         | Quetzaltenango      | Xelafem | 1:0 | UNIFUT  |
| UNIFUT se coronó campeón tras derrotar a Xelafem 6-5 en penales |                     |         |     |         |

### Final - Clausura 2019
| Fecha                                                                 | Ciudad              | Local   |     | Visita  |
| --------------------------------------------------------------------- | ------------------- | ------- | --- | ------- |
| 2 de junio de 2019                                                    | Ciudad de Guatemala | UNIFUT  | 2:0 | Xelafem |
| 9 de junio de 2019                                                    | Quetzaltenango      | Xelafem | 1:1 | UNIFUT  |
| UNIFUT se coronó campeón tras derrotar a Xelafem con un global de 3-1 |                     |         |     |         |

## Fútbol Sala

### Liga Nacional 2018-19
| Fecha                                                                         | Ciudad              | Local      |     | Visita        |
| ----------------------------------------------------------------------------- | ------------------- | ---------- | --- | ------------- |
| 2 de febrero de 2019                                                          | Ciudad de Guatemala | Glucosoral | 8:5 | Farmacéuticos |
| Glucosoral se coronó campeón del torneo 2018-19 y consiguió su octavo título. |                     |            |     |               |

### Torneo de Copa 2018
| Fecha                                         | Ciudad              | Local      |     | Visita      |
| --------------------------------------------- | ------------------- | ---------- | --- | ----------- |
| 8 de diciembre de 2018                        | Ciudad de Guatemala | Glucosoral | 4:2 | Legendarios |
| Glucosoral se coronó campeón del torneo 2018. |                     |            |     |             |

### Liga Femenina 2018
| Fecha                                            | Ciudad              | Local         |     | Visita  |
| ------------------------------------------------ | ------------------- | ------------- | --- | ------- |
| 13 de octubre de 2018                            | Ciudad de Guatemala | Independiente | 3:1 | Tellioz |
| Independiente se coronó campeón del torneo 2018. |                     |               |     |         |

## Fútbol Playa

### Torneo Apertura 2018
| Fecha                                                                                | Ciudad    | Local              |     | Visita            |
| ------------------------------------------------------------------------------------ | --------- | ------------------ | --- | ----------------- |
| 27 de noviembre de 2018                                                              | Escuintla | Pioneros Escuintla | 8:7 | Cangrejos del Sur |
| Pioneros Escuintla se coronó campeón del Apertura 2018, alcanzando su quinto título. |           |                    |     |                   |

### Torneo Clausura 2019
Torneo en desarrollo
- Datos: Q73620614